# Kūsen Madōshi Kōhosei no Kyōkan
Kūsen Madōshi Kōhosei no Kyōkan (空戦魔導士候補生の教官 lit. El instructor de magas aprendices de combates aéreos?) es una serie de novelas ligeras japonesas escritas por Yū Morobosh e ilustradas por Yuka Nakajima. Fujimi Shobō Ha publicado once volúmenes desde julio de 2013 bajo su imprenta Fujimi Fantasía Bunko. Una adaptación a serie de manga con ilustraciones de Arisu Shidō empezó a serializarse en la revista de manga seinen de Media Factory Monthly Comic Alive el 26 de julio de 2014. Una adaptación a anime de 12 episodios por Diomedéa se emitió entre el 8 de julio y el 23 de septiembre de 2015.

## Argumento
La humanidad fue expulsada de la tierra por la amenaza de insectos acorazados mágicos y ahora vive en ciudades aéreas flotantes. Sus defensas se encuentran en magos que pelean a los insectos con magia en el aire. Kanata Age es un hombre joven que vive en la academia de magos flotante de la ciudad "Mystogan". Él fue una vez reconocido como el "Maestro Espadachín Negro", el as de la elite del equipo especial S128. Sin embargo, el ahora es despreciado como el "Traidor del equipo especial". Un día, él fue asignado como el instructor de E601, un equipo que ha sufrido más de 100 derrotas consecutivas. E601 tiene tres chicas — Misora Whitale, Lecty Eisenach, y Rico Flamel — con uno o dos caprichos peculiares.

## Personajes

### Principales
Kanata Age (カナタ・エイジ Kanata Eiji?)
Seiyū: Yoshitsugu Matsuoka
El personaje principal. Anteriormente conocido como el as del Escuadrón S128 y el más fuerte Mago del Cielo, después de una muy peligrosa misión que el completo exitosamente, el dejó de ir a las misiones, por lo que ahora es marcado como un traidor. Él se convierte en el instructor del Escuadrón E601, con la esperanza de mejorar sus habilidades. El tiende a estar en situaciones donde las chicas le llaman un pervertido.
Misora Whitale (ミソラ・ホイットテール Misora Hoittotēru?)
Seiyū: Nozomi Yamamoto
La líder del Escuadrón E601. A pesar de tener una buena velocidad y resistencia, ella es usualmente impulsiva y no muy buena con su arma o dando órdenes. Cuando Kanata descubre su deseo de ser una Hechicera de Espadas como una manera de honrar a su difunta madre, el decide entrenarla para hacerla mejorar. Se ha mostrado de que ella tiene sentimientos hacia Kanata y usualmente se pone celosa cuando el actúa de manera cariñosa hacia Yuri.
Lecty Eisenach (レクティ・アイゼナッハ Rekuti Aizenahha?)
Seiyū: Nao Tōyama
Miembro del Escuadrón E601 con el rol de luchadora de corto alcance. A pesar de ser habilidosa con su arma, ella es increíblemente tímida y tiende a disculparse mucho sin razón. Para ayudarla, Kanata la hace trabajar en un café como sirvienta para que ella pueda hablar con otras personas. Ella también tiene sentimientos hacia Kanata ya que el la hizo mejorar con su falta de habilidades sociales y su confianza.
Rico Flamel (リコ・フラメル Riko Furameru?)
Seiyū: Iori Nomizu
Miembro del Escuadrón E601 con el rol de francotiradora. A pesar de ser inteligente y buena disparando, ella es narcisista hasta el punto de verse a sí misma como una diosa, ni siquiera interesándose en practicar. Resulta que mucho de su narcisismo viene de su sentimiento de inferioridad hacia su hermana mayor, pero Kanata la ayuda a recuperar su espíritu de pelea. Ella tiene sentimientos hacia Kanata debido a que el la acepta como realmente es.
Yuri Flostre (ユーリ・フロストル Yūri Furosutoru?)
Seiyū: Risa Taneda
Miembro del Escuadrón S128, quien antes idolatraba a Kanata, pero como ella estaba inconsciente cuando él la dejó sola, ella ahora lo ve como un traidor, al igual que la mayoría de la academia. A pesar de llamarlo traidor, es claro de que todavía tiene sentimientos hacia él.
Chloe Sevegny (クロエ・セヴェニー Kuroe Sevenī?)
Seiyū: Yūki Yamada
Capitana de Guardia del Escuadrón S128 y amiga de la infancia de Kanata. Ella aún defiende las acciones de Kanata y lo recomienda para convertirse en el instructor del Escuadrón E601.
Lloyd Alwin (ロイド・オールウィン Roido Ōruwin?)
Seiyū: Tetsuya Kakihara
Otro miembro del Escuadro S128. Como Chloe, el no ve a Kanata como un traidor.
Freon Flamel (フロン・フラメル Furon Furameru?)
Seiyū: Saeko Zōgō
La hermana mayor de Rico y supervisora de los Escuadrones de Magos del Cielo. A pesar de que disgusta la actitud de su hermana, ella ocasionalmente le pregunta a Chloe acerca de su progreso.

### Otros
Real Nua (レアル・ヌア Rearu Nua?)
Seiyū: Hiroki Yasumoto
Un miembro de la división médica quien está enamorado de Yuri.
Amy (エイミー Eimī?)
Seiyū: Chika Anzai
Beach (ビーチ Bīchi?)
Seiyū: Yuko Hara
Shiela (シーラ Shīra?)
Seiyū: Nichika Omori
Christina Balcuhorn (クリスティーナ・バルクホルン Kurisutīna Barukuhorun?)
Seiyū: Ibuki Kido
Lily Lancaster (リリィ・ランカスター Rirī Rankasuta?)
Seiyū: Mari Misaki
Sasha Nielsen (サーシャ·ニールセン Sāsha Nīrusen?)
Seiyū: Mami Kamikura
Greg Hastuck
Seiyū: Yukiko Yao
Socie Whitale
Seiyū: Rina Satō
La difunta madre de Misora y una Maga del Cielo. A pesar ella fue una excelente luchadora, ella era más bien tonta y torpe en casa, lo cual fastidia a su esposo e hija. Cuando ella fue asesinada en acción por los Insectos acorazados, todo el mundo que la conocía excepto Misora se olvidó de ella.
Gail Whitale (ガイル・ウィテイル?)
Seiyū: Jiro Saito
El padre de Misora, quien es un normal y dueño de un restaurante. Él se olvidó de su esposa cuando ella fue asesinada por los Insectos y ahora se preocupa que si Misora muere, el también la olvidará.

## Media

### Novela ligera
El primer volumen de la novela ligera fue publicado por Fujimi Shobo bajo su imprenta Fujimi Fantasía Bunko el 20 de julio de 2013. Hasta julio de 2017 catorce volúmenes han sido publicados.

#### Lista de volúmenes
| Núm. | Fecha de publicación                              | ISBN                   |
| ---- | ------------------------------------------------- | ---------------------- |
| 1    | 20 de julio de 2013                               | ISBN 978-4-04-071020-4 |
| 2    | 20 de noviembre de 2013                           | ISBN 978-4-04-712957-3 |
| 3    | 20 de marzo de 2014                               | ISBN 978-4-04-070071-7 |
| 4    | 19 de julio de 2014                               | ISBN 978-4-04-070130-1 |
| 5    | 20 de noviembre de 2014                           | ISBN 978-4-04-070383-1 |
| 6    | 20 de marzo de 2015                               | ISBN 978-4-04-070384-8 |
| 7    | 18 de julio de 2015                               | ISBN 978-4-04-070430-2 |
| 8    | 20 de octubre de 2015                             | ISBN 978-4-04-070431-9 |
| 9    | 9 de marzo de 2016 (edición limitada del Blu-ray) | ISBN 978-4-04-070689-4 |
| 9    | 19 de marzo de 2016                               | ISBN 978-4-04-070703-7 |
| 10   | 20 de julio de 2016                               | ISBN 978-4-04-070966-6 |
| 11   | 19 de noviembre de 2016                           | ISBN 978-4-04-070967-3 |
| 12   | 18 de marzo de 2017                               | ISBN 978-4-04-070968-0 |
| 13   | 20 de julio de 2017                               | ISBN 978-4-04-072380-8 |
| 14   | 20 de julio de 2017                               | ISBN 978-4-04-072381-5 |

### Manga
Una adaptación a manga ilustrada por Arisu Shidō comenzó a publicarse en la revista Comic Alive de Media Factory desde 2014. Hasta octubre de 2016 cuatro volúmenes han sido publicados.

#### Volúmenes
| Núm. | Fecha de publicación    | ISBN                   |
| ---- | ----------------------- | ---------------------- |
| 1    | 22 de noviembre de 2014 | ISBN 978-4-04-066898-7 |
| 2    | 23 de julio de 2015     | ISBN 978-4-04-067552-7 |
| 3    | 23 de febrero de 2016   | ISBN 978-4-04-067875-7 |
| 4    | 22 de octubre de 2016   | ISBN 978-4-04-068564-9 |

### Anime
Una adaptación a anime de 12 episodios por Diomedéa se emitió entre el 8 de julio de 2015 hasta el 23 de septiembre de 2015. El tema de apertura es "D.O.B", interpretado por Iori Nomizu, mientras que el de cierre  es "Hallelujah" interpretado por la larks.

#### Lista de episodios
| Núm.     | Título | Fecha de emisión         |
| -------- | --- | ------------------------ |
| 1        | "Equipo E601" "E 601 shōtai" (E601小隊)                                                                    | 8 de julio de 2015       |
| 2        | "El traidor más fuerte" "Saikyō no uragirimono" (最強の裏切り者)                                           | 15 de julio de 2015      |
| 3        | "Los ponteciales de las más débiles" "Saijaku ga motarasu kanōsei" (最弱がもたらす可能性)                  | 22 de julio de 2015      |
| 4        | "El pasado inolvidable" "Wasurezaru kako" (忘れざる過去)                                                   | 29 de julio de 2015      |
| 5        | "La llave a la victoria" "Shōri no kagi wa" (勝利の鍵は)                                                   | 5 de agosto de 2015      |
| 6        | "Los cielos tomados" "Ubawa reshi sora" (奪われし空)                                                       | 12 de agosto de 2015     |
| 7        | "El torneo Mystogan" "Misutogan tōnamento" (ミストガン・トーナメント)                                      | 19 de agosto de 2015     |
| 8        | "Más allá del ranking" "Ranku o koete" (ランクを超えて)                                                    | 26 de agosto de 2015     |
| 9        | "La fórmula de la victoria" "Hisshō no hōteishiki" (必勝の方程式)                                          | 2 de septiembre de 2015  |
| 10       | "Potenciales de las número cero" "Zero ga umidasu kanōsei" (ゼロが生み出す可能性)                          | 9 de septiembre de 2015  |
| 11       | "Las finales, y..." "Kesshōsen, soshite…" (決勝戦、そして…)                                                | 16 de septiembre de 2015 |
| 12       | "Instructor de la Academia de Brujas del Cielo" "Kūsen Madōshi Kōhosei no Kyōkan" (空戦魔導士候補生の教官) | 23 de septiembre de 2015 |
| 13 (OVA) | "Historia en vivo de Lecty" "Rekuti no, iki monogatari" (レクティの、いきものがたり)                       | 9 de marzo de 2016       |